# Ugrinovci (Gornji Milanovac)
Pour les articles homonymes, voir Ugrinovci.
Ugrinovci (en serbe cyrillique : Угриновци) est un village de Serbie situé dans la municipalité de Gornji Milanovac, district de Moravica. Au recensement de 2011, il comptait 373 habitants.
Ugrinovci est situé sur la route européenne E760.

## Démographie

### Évolution historique de la population
| 1948  | 1953  | 1961 | 1971 | 1981 | 1991 | 2002 | 2011 |
| ----- | ----- | ---- | ---- | ---- | ---- | ---- | ---- |
| 1 007 | 1 054 | 939  | 823  | 716  | 574  | 480  | 373  |

|  |